# Cantó de Montlieu-la-Garde
El cantó de Montlieu-la-Garde és un cantó francès del departament del Charente Marítim, situat al districte de Jonzac. Té 13 municipis i el cap és Montlieu-la-Garde.

## Municipis
- Bedenac
- Bussac-Forêt
- Chatenet
- Chepniers
- Chevanceaux
- Mérignac
- Montlieu-la-Garde
- Orignolles
- Le Pin
- Polignac
- Pouillac
- Saint-Palais-de-Négrignac
- Sainte-Colombe

| Data d'elecció                           | Identitat       | Partit                     | Qualitat |
| ---------------------------------------- | --------------- | -------------------------- | -------- |
| 1945-1949                                | Mme Gérard      | SFIO                       |          |
| 1949-1965                                | M. Le Fur       | Centrista                  |          |
| 1965-1998                                | Louis Joanne    | RI, després UDF            |          |
| 1998-2011                                | Gilbert Festal  | Divers droite, després UMP |          |
| 2011-                                    | Thierry Jullien | PS                         |          |
| les dades anteriors no són pas conegudes |                 |                            |          |
|                                          |                 |                            |          |

| A partir de 1990: Població sense dobles comptes |